# 南加州大学亚太博物馆
南加州大学亚太博物馆（英語：USC Pacific Asia Museum）是一座位于美国洛杉矶的亚洲艺术主题博物馆。

## 历史
1924年由美国艺术品收藏家格蕾丝·尼科尔森出资修建，设计师从中国宫廷建筑找寻灵感修建，1943年她将此屋捐赠给基金会，1971年由太平洋文化基金会成立博物馆，2013年成为南加州大学的一部分。主要收藏日本江户时期画作、中国与东南亚的陶瓷与纺织品以及亚洲佛教艺术。

## 馆藏

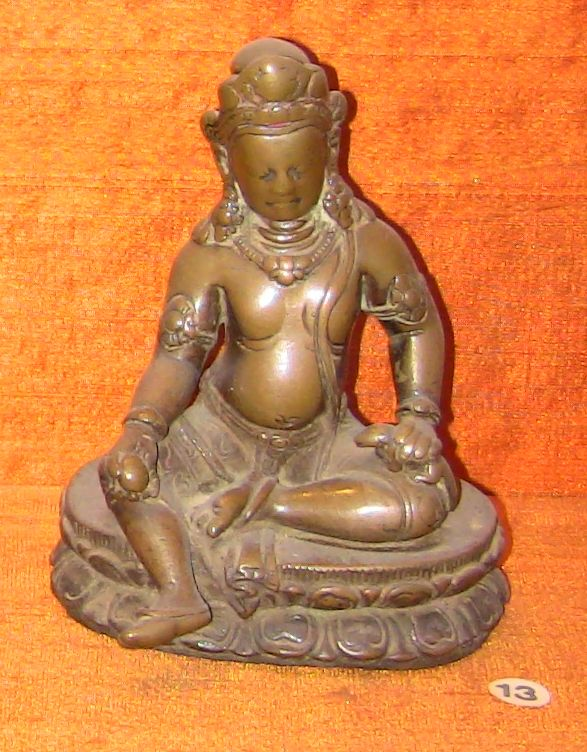
佛像
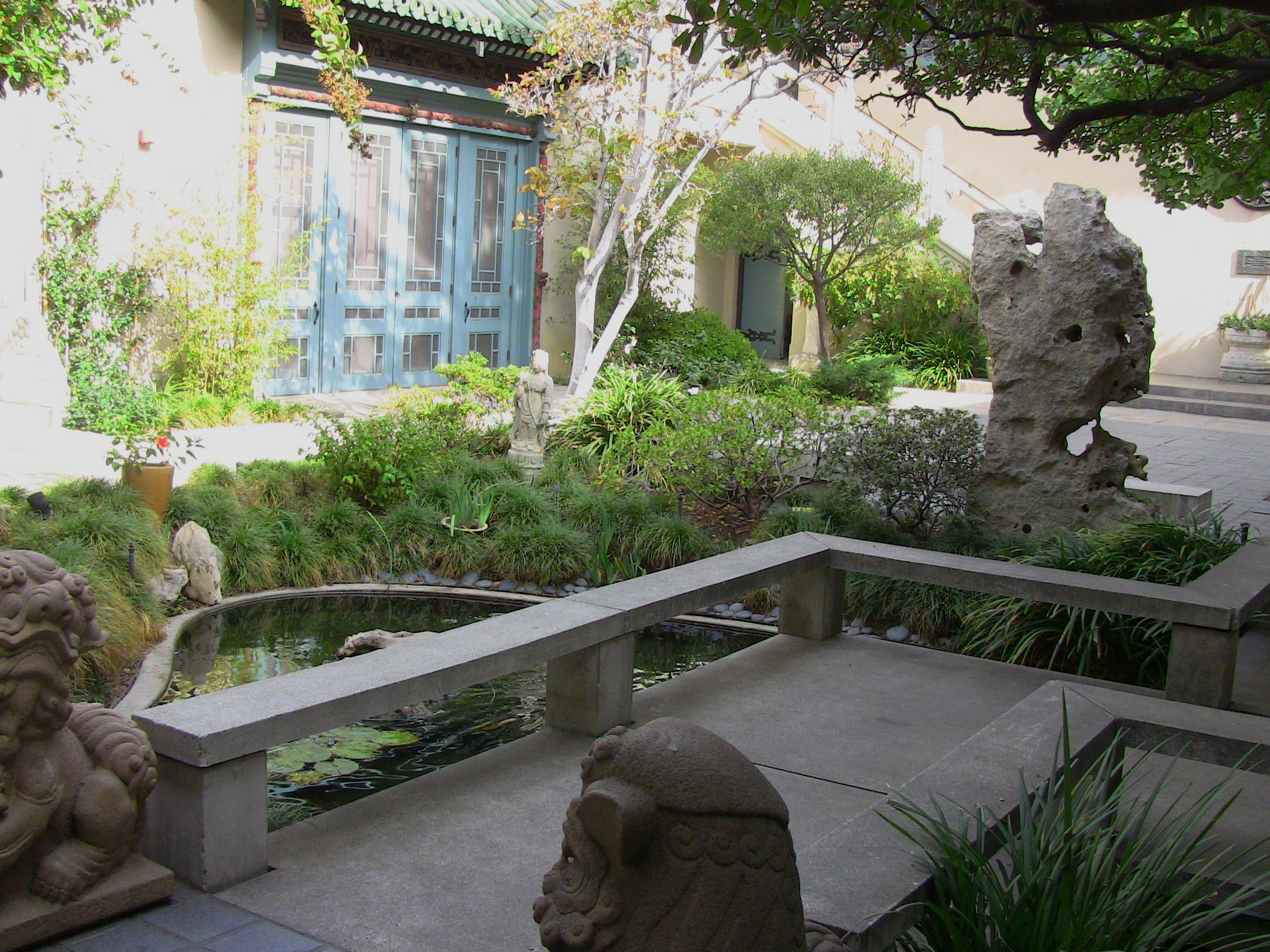
中式庭院

## 营业时间
- 周三至周日：上午十一点至下午五点，周四延迟至八点闭馆
- 周一周二闭馆